# Кох Юрій Богданович
Кох Юрій Богданович (Юрко Кох, Kokh, Koch, нар. 16 грудня 1958, Львів) — львівський український живописець, графік, книжковий дизайнер. Учасник персональних та численних міжнародних виставок в Україні та за кордоном. Мешкає та працює у Львові.

## Біографія
Юрій Кох народився 16 грудня 1958 року в родині актора Богдана Коха (1925—1996), колишнього в'язня німецького та радянського таборів, — сина Анатолія Коха (1887—1964), колишнього делегата Центральної Ради, одного з перших українських діячів руху Есперанто, також в'язня тоталітарних режимів. Рідний брат Богдана, Юрко Кох (нар.1919) був членом ОУН (псевдо «Сайгор») і завідувачем її підпільних друкарень, загинув у 1944 році під Ківерцями на Волині в бою УПА з загоном НКВС. В пам'ять про нього сина Богдана і Галини (дружини, вчительки за фахом) назвали Юрком.
З дитинства Юрій Кох виростав у середовищі акторів, музикантів та літераторів, з юності мандрував з батьком його гастрольними маршрутами.
У 6 класі середньої школи під час тривалої хвороби почав малювати і до одужання позбувся останніх сумнівів щодо майбутнього покликання. Зайнявся рисунком та ліпкою у свого першого вчителя, скульптора Миколи Посікіри. Перед вступом до Львівського училища прикладного та декоративного училища ім. І. Труша — перші акварелі у майстерні живописця Данила Довбошинського. Після вступу — перші спроби олійного живопису із учителем з фаху Романом Безпалківим.
Чотири роки навчання в ЛУПМ імені Івана Труша (студентська назва «Трушилище») характеризувалися бурхливими проявами пізнання мистецького світу, значною мірою інспірованого друзями батька-актора, незліченна кількість яких перейшла від середини 1970-х упродовж п'ятнадцяти років крізь помешкання Кохів, яке вплинуло на формування світоглядних позицій молодих художників, котрі згодом, вже будучи сформованими особистостями, стали учасниками мистецького товариства «Шлях» (1988—1993).
Неабиякий вплив мало спілкування зі старшими друзями Миколою Рябчуком, Григорієм Чубаєм, Віктором Морозовим, Олегом Лишегою та ін. При їх участі Юрко Кох з однокурсниками влаштовували «нелегальні квартирні виставки». З 1978 по 1980 рік відбував військову службу в «закритій» ракетній частині під Ківерцями на Волині.
Лише у 1987 році Юрко Кох зміг уперше виставити свої картини на «офіційній» Львівській виставці «Осінні зустрічі». У 1992 одружився з художницею Ольгою Погрібною, з якою вже в 1994 році відкрили «подвійну» персональну виставку у Львівській картинній галереї, яка за версією мистецького часопису «Terra Incognita» була визнана однією з кращих виставок України 1994 року. З того часу і до сьогодні Юрко Кох є постійним учасником мистецького життя Львова і виставок в Україні та за кордоном.

## Творча діяльність
Юрко Кох працює в галузі малярства, друкованої графіки, художньої афіші, книжкової графіки та поліграфічного дизайну.

### Малярство

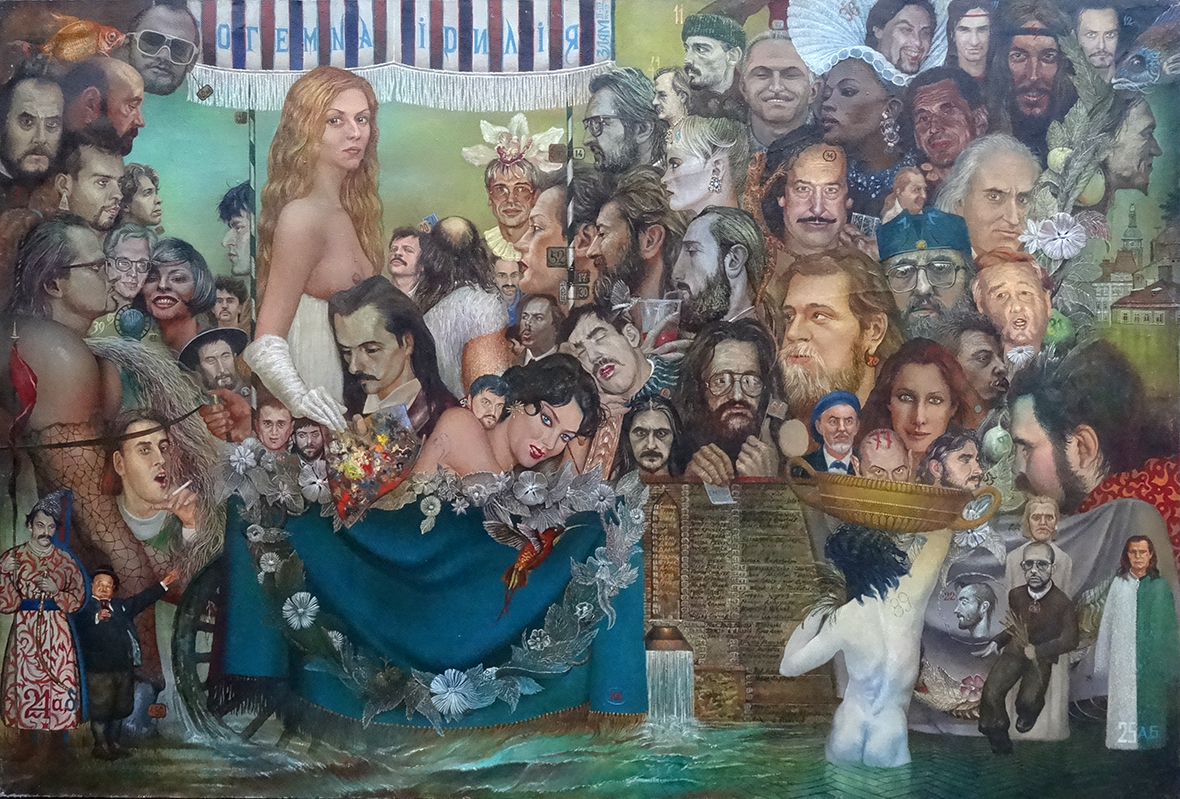
"Юрко Кох «Богемна ідилія» (почата у 1993)

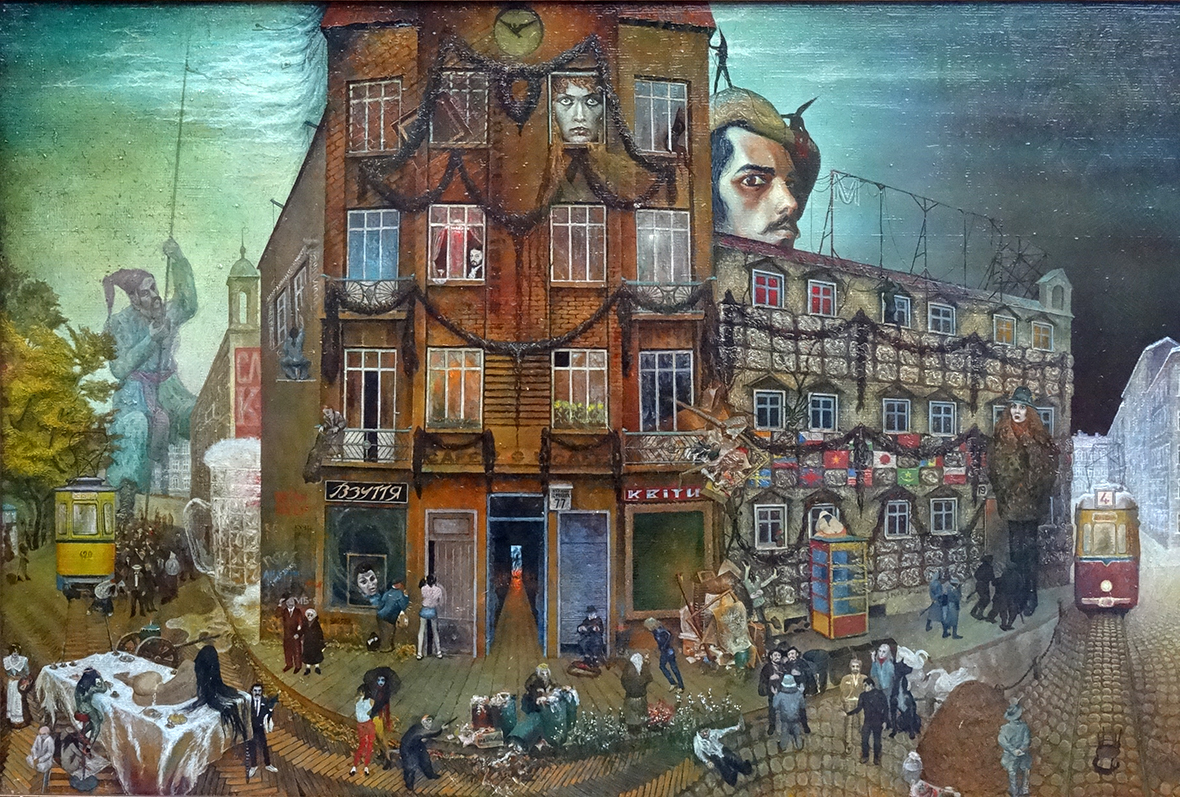
"Юрко Кох «Площа» (1980-90-і)

Основний вектор творчості — олійне малярство. Наскрізна тема творчості — МІСТО в історичних, соціальних, еротичних та езотеричних проявах з невід'ємною психоделічною субстанцією — ПЕРСОНОЮ. Свого часу мистецтвознавці безапеляційно віднесли творчість Юрка Коха до постмодернізму. Сам автор доволі скептично ставиться до будь-якої класифікації, адже має в наявності елементи магічного реалізму, сюрреалізму, гіперреалізму, і характеризує власний напрямок як «метафізичний маньєризм». Зображувальна стилістика, на його тверде переконання, найперше повинна бути міцною та переконливою.
Серед малярських циклів: «Стінопис», «Ардекох», «Український Венеціанізм», серія «Краківський Львів», цикл «Привіт, Маґріт!» та інші, не обмежені в часі проєкти. Автор біля 20 персональних виставок малярства.

### Друкована графіка
У 1980-х роках Юрко Кох почав займатися ліногравюрою: виконує екслібриси, серії ілюстрацій, пам'ятні листівки, які в період національного підйому кінця 1980-х років тиражував величезною кількістю і розсилав у різні міста України. З 1990-х років спільно з дружиною починає брати участь у міжнародних графічних виставках. Назагал географія активності Юрка Коха охоплює 30 країн світу та ряд нагород. З середини 2000-х років художник майже припиняє графічну виставкову діяльність.

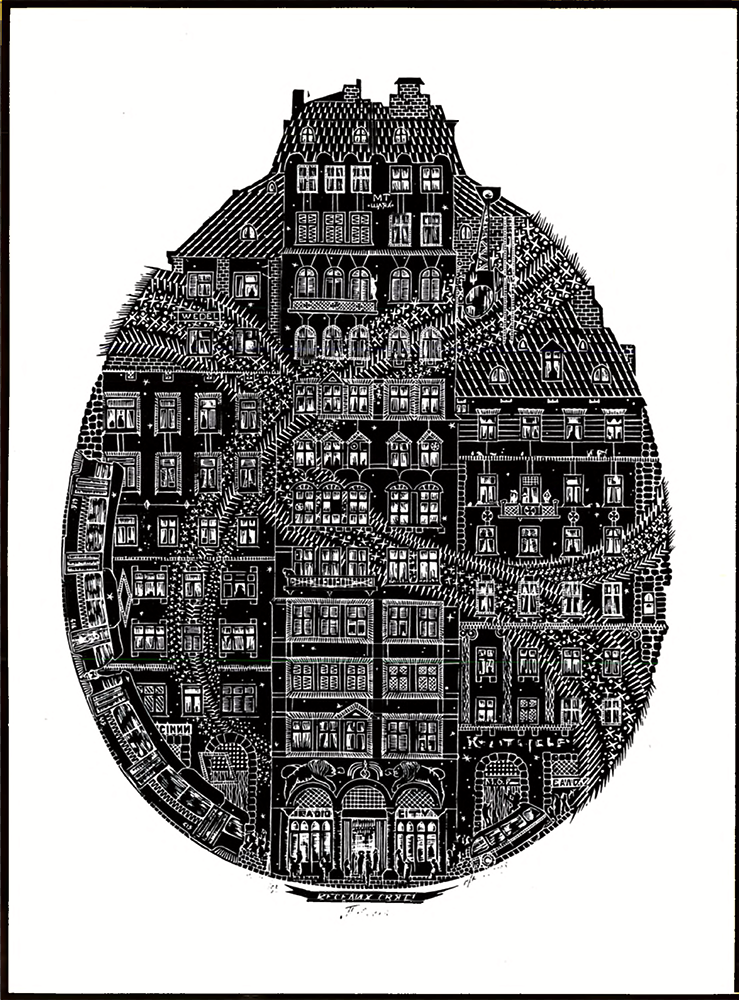
Юрко Кох «Писанка» (Ліногравюра, 1993).
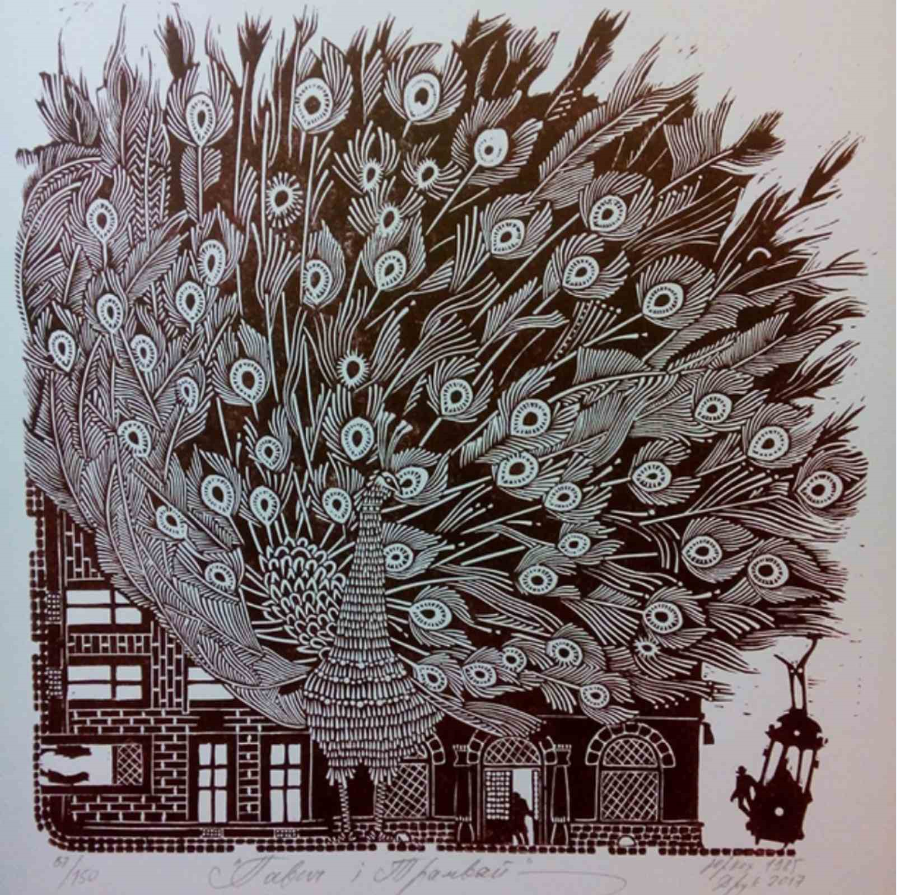
Юрко Кох «Павич і Трамвай» (Ліногравюра, 1986).

### Плакати та художні афіші
Як автор плакатів співпрацював з фестивалями «Вивих» (1990,1992), «Українська молодь — Христові» (1990), із театром-студією «Не журись!»(1989-92), Національним академічним українським театром ім. М. Заньковецької та Львівським молодіжним театром ім. Л.Курбаса. Також Юрко Кох є автором «бурлескних» плакатів, присвячених різним датам собі та своїм друзям для «закритих» забав: днів народжень, нових років, іменин, тощо. Працював художником Львівської газети «Поступ» (1998—2001) та головним художником «Post Поступ» (2008—2019), де створив сотні колажів та плакатів.

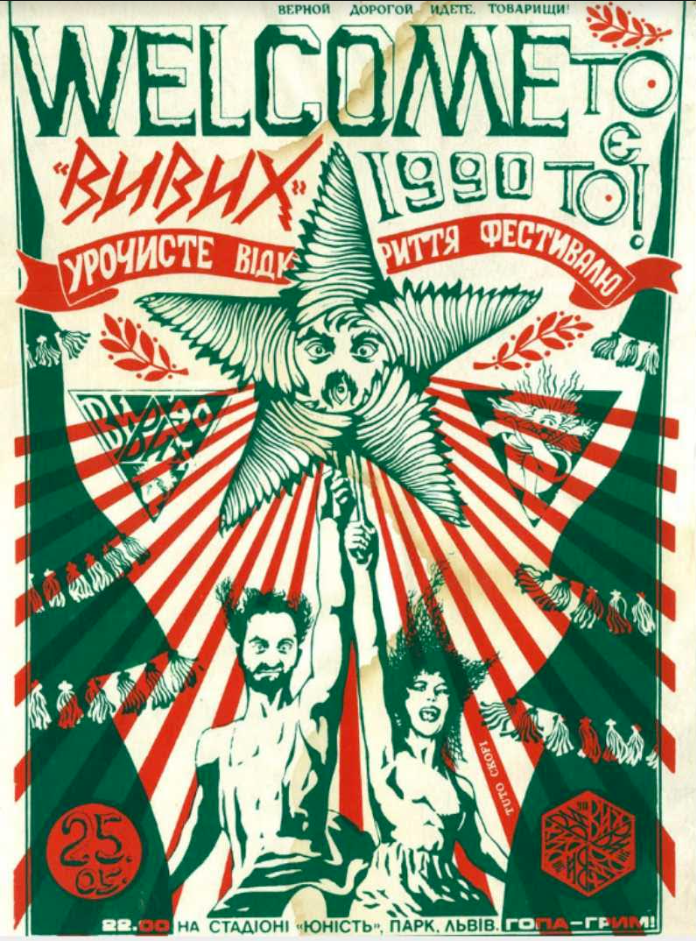
Юрко Кох «Welcome to Вивих-1990» (плакат на Вивих-1990. Львів
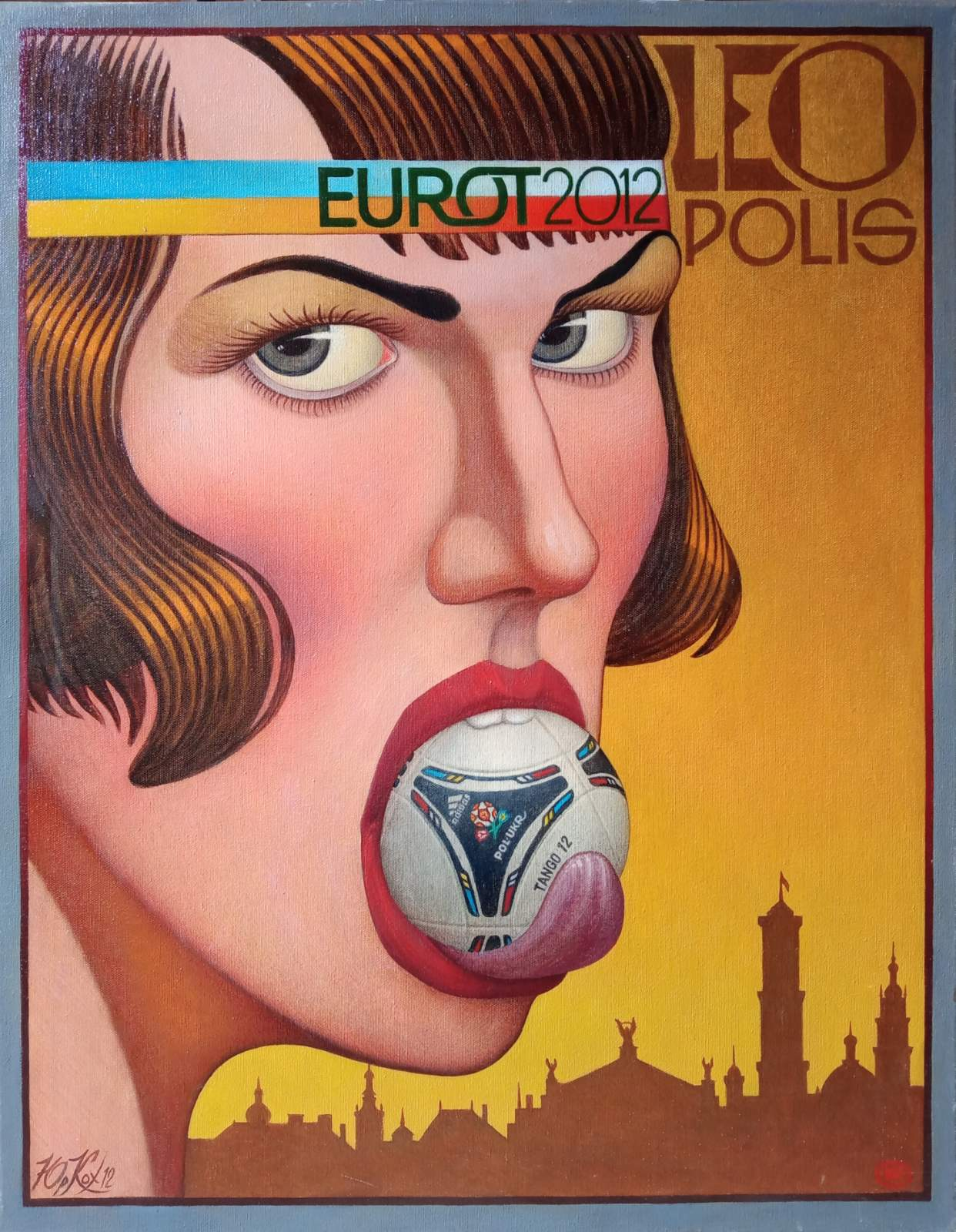
Юрко Кох Плакат до Євро-2012. Львів
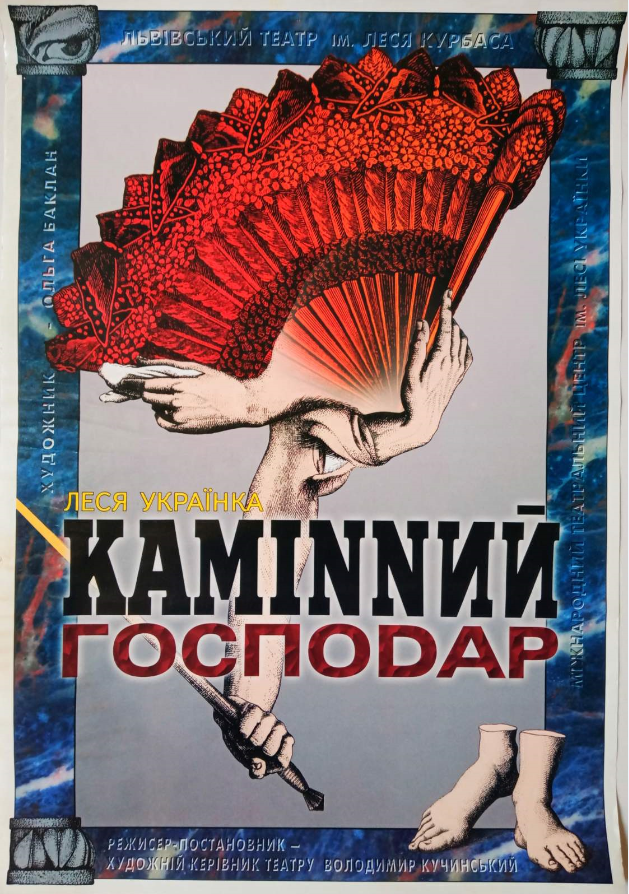
Юрко Кох, афіша вистави театру ім.Курбаса. Львів
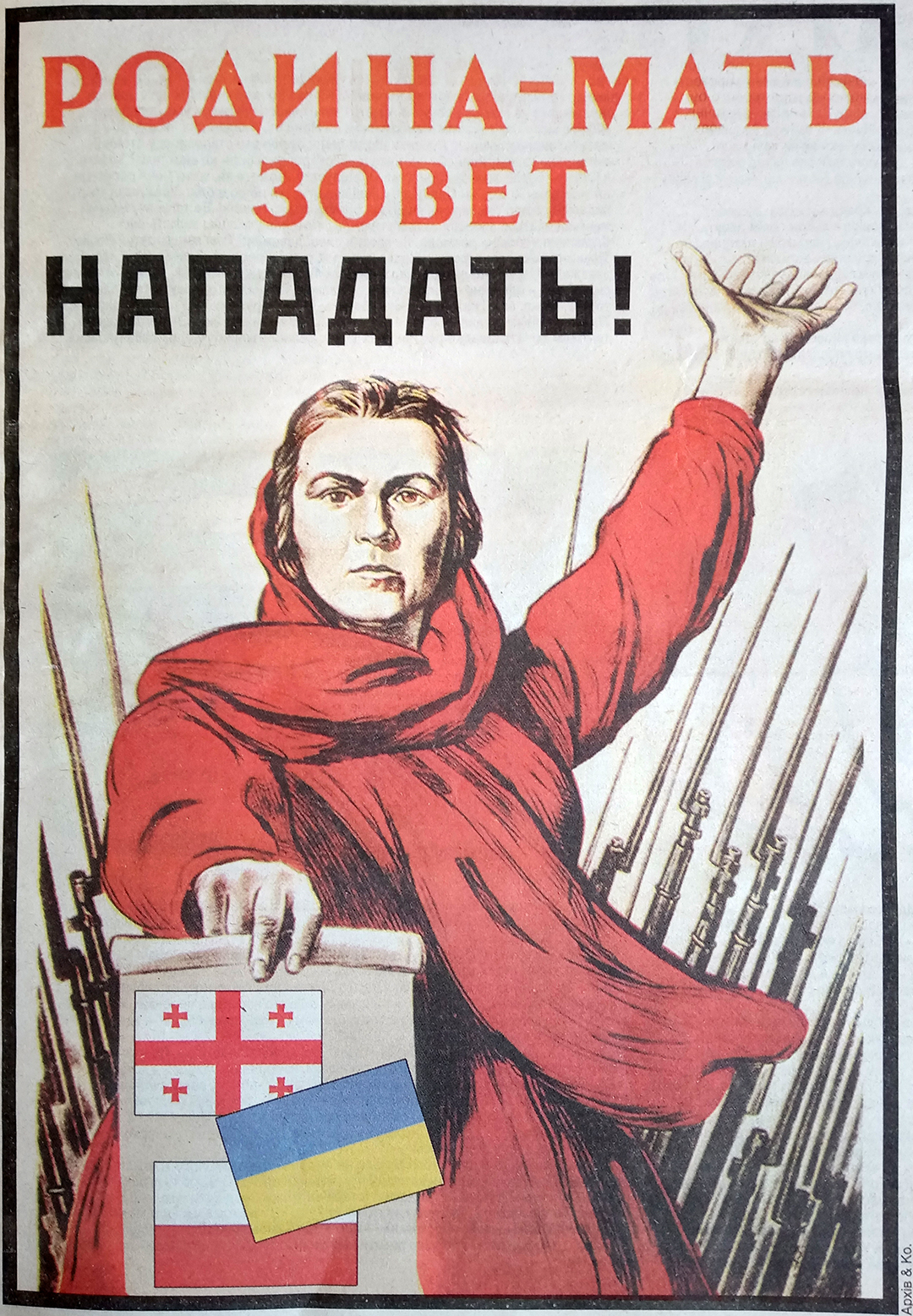
Юрко Кох, з Post-Поступу (вересень 2008).
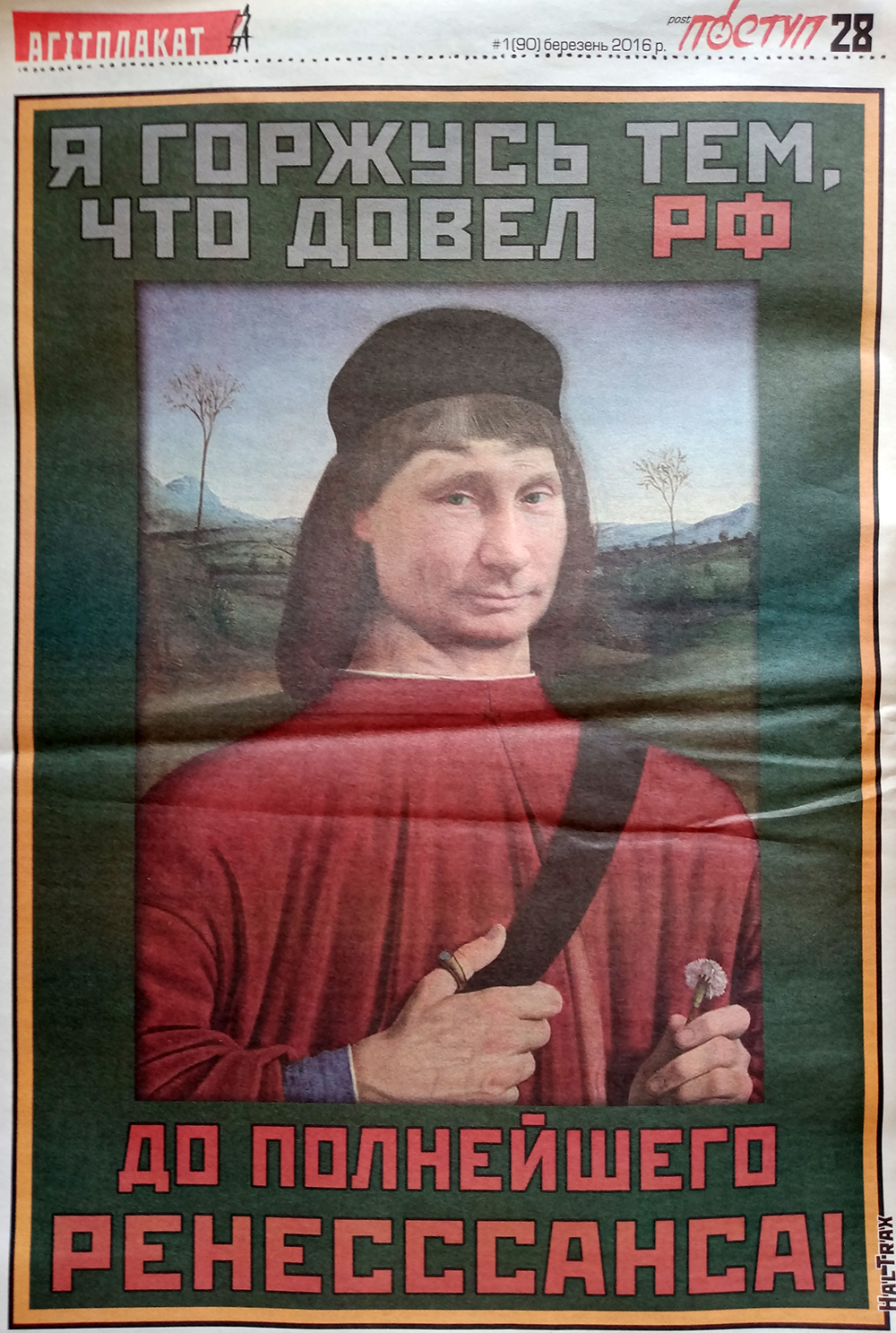
Юрко Кох, з Post-Поступу (березень 2016).

### Книжковий дизайн
Художник створив дизайн та ілюстрації до понад 120 книг відомих українських та інших авторів (частину книг у співавторстві з О. Погрібною-Кох) поетів Ю.Андруховича, О.Ірванця, В. Неборака, Н. Білоцерківець, І. Лучука, Ю. Позаяка, Н. Федорака, П.Мідянки, прозаїків М.Рябчука, М.Матіос, Г.Пагутяк, Б. Грабала, Ю. Винничука, В.Єшкілєва, істориків Я.Дашкевича, Я. Грицака, Г. Сварник та ін.

### Авторські тексти
Юрко Кох є автором текстів спогадів та есеїв «навколомистецької» тематики, зокрема під псевдонімами (Йойо Кінґ, Юлій Термінатор, Ю Цзи, Яр Персенківський, Ісак Ярема).

### Авторський проєкт
«Жмуток казусів від вельми цікавих людей» — це назва «кількакнижжя», де Юрко Кох є автором ідеї, упорядником та дизайнером водночас. Вийшло три «жмутки казусів»: «Смарагдовий»(2004), «Кораловий»(2005), «Аметистовий»(2010). Це — кількакнижжя неординарних курйозних історій від майже ста поетів, прозаїків, журналістів, театралів, художників, культурологів, політологів, науковців не лише України.

## Участь у виставках

### Персональні виставки живопису (вибрані)
- «Цинамонові крамниці». Галерея Lviv'art, 2010.
- «Між небом і бруківкою». Галерея Lviv'art, 2010.
- «Shaggy Poker» (спільно з О. Погрібною-Кох). Британський Клуб у Львові. 2010.
- «Стінопис Leopoliensis» Галерея-кав'ярня «Штука», Львів, 2011.
- «KOCHany Lwów». 5-й Міжнародний фестиваль кіна і мистецтва. Казімеж Дольни, Польща, 2011.
- «Секс і Місто». Галерея «Зелена канапа», Львів, 2011.
- «АРДЕКОХ». Галерея «Зелена канапа», Львів, 2011.
- «Body Town. Тіло Міста». Галерея «АВС-Арт», Київ, 2013.
- «Територія Бруно Шульца». Фестиваль Бруно Шульца, Дрогобич, 2015
- «Фактор Львова». Національний музей ім. А.Шептицького, Львів, 2017

### Міжнародні графічні та малярські виставки (вибрані)
- Перша міжнародна Бієнале «Імпреза-89». Івано-Франківськ, 1989.
- «New generation of artists from Ukraine and the US». Yara Art Group, Ukrainian Institute in New-York, USA, 1992.
- Виставка-презентація галереї «Ґердан»
- «The Exhibition of Ukrainian artists». Kruibeke, Flandrie, Belgium, 1995.
- «18th International Independante Exhibition of Prints». Kenmin Gallery, Kanagawa, Japan, 1995.
- «Europ'art-97», 6 International Art Fair. Palexpo, Geneva, Switzerland, 1997.
- Акція «Січ Уяздовська». Галерея «Test», Варшава, Польща, 1999.
- «Modem Ukraine Bookplate Design». The Primrose Academy, London, England, 1999.
- 1st International Biennial of Painting and mini-graphic «Piza-1999». Piza, Italy, 1999.
- «Lilla Europa-2000», 1st Biennial of Painting and Printmaking. Hallsberg and Orebro, Sweden.
- «Wo ist Lemberg?». Центральна Синагога Берліна, Німеччина, 2007.
- «Мистецька мапа України: Львів 1900—2008». Музей сучасного образотворчого мистецтва, Київ, 2008.
- «4 відомих малярів Львова». Дім Полонії, Краків, Польща, 2009.
- «Міф Галичини» Міжнародний Центр культури, Краків, Польща, 2014; Музей Відня, Австрія, 2015

## Відзнаки та нагороди
- Нагороджений 8 дипломами та медалями міжнародних виставок в Польщі, Литві та Україні.
- Входить до «10 найвпливовіших особистостей Львова в галузі культури», 2010.
- Відзначений Золотим гербом Львова.